# Pluteus
Pluteus là một chi nấm trong họ Pluteaceae.

## Các loài
- Pluteus brunneidiscus
- Pluteus cervinus
- Pluteus cyanopus
- Pluteus glaucus
- Pluteus leoninus
- Pluteus nevadensis
- Pluteus nigroviridis
- Pluteus readiarum
- Pluteus salicinus
- Pluteus villosus